# Kanton Toulon-sur-Arroux
Kanton Toulon-sur-Arroux (francouzsky Canton de Toulon-sur-Arroux) je francouzský kanton v departementu Saône-et-Loire v regionu Burgundsko. Tvoří ho osm obcí.

## Obce kantonu
- Ciry-le-Noble
- Dompierre-sous-Sanvignes
- Génelard
- Marly-sur-Arroux
- Perrecy-les-Forges
- Saint-Romain-sous-Versigny
- Sanvignes-les-Mines
- Toulon-sur-Arroux